# Supercoppa italiana 2006
Supercoppa italiana 2006 byl devatenáctý ročník soutěže o trofej Supercoppa italiana, tedy o italský fotbalový Superpohár. Střetly se v něm týmy FC Inter Milán jakožto vítěz Serie A ze sezony 2005/06 po odebrání titulu Juventusu po kauze Calciopoli a celek AS Řím, který se ve stejné sezóně stal finalistou italského fotbalového poháru Coppa Italia v sezoně 2005/06 (ve finále podlehl 1:1 a 1:3 právě Interu).
Zápas se odehrál 26. srpna 2006 v italském městě Milán na Stadio Giuseppe Meazza. Zápas vyhrál a potřetí získal tuhle trofej klub FC Inter Milán.

## Detaily zápasu
| 26. srpen 2005 20:45 SELČ           |                |                               |                                                                             |
| FC Inter Milán                      | 4 – 3 v prodl. | AS Řím                        | Stadio Giuseppe Meazza, Milán diváci: 45 528 rozhodčí: Massimiliano Saccani |
| Vieira 44', 74' Crespo 65' Figo 94' | Report         | 25', 34' Aquilani 13' Mancini | Stadio Giuseppe Meazza, Milán diváci: 45 528 rozhodčí: Massimiliano Saccani |

| FC Inter Milán | AS Řím |

| G               | 1  | Francesco Toldo    |     |      |
| D               | 4  | Javier Zanetti     |     |      |
| D               | 23 | Marco Materazzi    |     |      |
| D               | 25 | Walter Samuel      |     |      |
| D               | 11 | Fabio Grosso       |     | 54'  |
| C               | 7  | Luís Figo          |     |      |
| C               | 14 | Patrick Vieira     | 30' |      |
| C               | 19 | Esteban Cambiasso  | 14' |      |
| C               | 5  | Dejan Stanković    |     | 106' |
| A               | 10 | Adriano            |     | 61'  |
| A               | 8  | Zlatan Ibrahimović |     |      |
| Náhradníci:     |    |                    |     |      |
| G               | 12 | Júlio César        |     |      |
| D               | 13 | Maicon             | 80' | 54'  |
| D               | 77 | Marco Andreolli    |     |      |
| C               | 15 | Olivier Dacourt    |     | 106' |
| C               | 21 | Santiago Solari    |     |      |
| A               | 9  | Julio Cruz         |     |      |
| A               | 18 | Hernán Crespo      |     | 61'  |
| Trenér:         |    |                    |     |      |
| Roberto Mancini |    |                    |     |      |

| G                 | 32 | Doni              |      |     |
| D                 | 2  | Christian Panucci |      |     |
| D                 | 5  | Philippe Mexès    |      |     |
| D                 | 13 | Cristian Chivu    | 100' |     |
| D                 | 25 | Leandro Cufré     |      |     |
| C                 | 16 | Daniele De Rossi  |      |     |
| C                 | 8  | Alberto Aquilani  |      | 81' |
| C                 | 11 | Rodrigo Taddei    | 44'  | 66' |
| C                 | 20 | Simone Perrotta   |      |     |
| C                 | 30 | Mancini           |      |     |
| A                 | 10 | Francesco Totti   |      | 72' |
| Náhradníci:       |    |                   |      |     |
| G                 | 1  | Gianluca Curci    |      |     |
| D                 | 21 | Matteo Ferrari    |      |     |
| D                 | 22 | Max Tonetto       |      | 81' |
| D                 | 77 | Marco Cassetti    | 70'  | 66' |
| C                 | 14 | Ricardo Faty      |      |     |
| A                 | 9  | Vincenzo Montella |      |     |
| A                 | 15 | Mido              | 119' | 72' |
| Trenér:           |    |                   |      |     |
| Luciano Spalletti |    |                   |      |     |